# Capilla de los Afligidos
La Capilla de Nuestra Señora de los Afligidos (en portugués: Capela de Nossa Senhora dos Aflitos), popularmente conocida como la "Capilla de los Afligidos" (en portugués: Capela dos Aflitos), es un templo católico del barrio de Liberdade en São Paulo, Brasil. Se ubica en el "Callejón de los Afligidos" (en portugués: Beco dos Aflitos, uno de los pocos callejones que aún existen en la ciudad entre la rua Galvão Bueno y la rua da Glória, con acceso por la rua dos Estudantes y está cercano a la estación Japão-Liberdade.
En 1775 se inauguró en este lugar el cementerio de los Afligidos (en portugués: Cemitério dos Aflitos) a cielo abierto reservado para el entierro de indigentes, esclavos que no pertenecían a la Hermandad del Rosario y los ejecutados en la horca. En esa época aún existía la costumbre de que los entierros se realizaran en el interior de las iglesias, La capilla sería inaugurada el 27 de junio de 1779 en el centro del cementerio, lugar que continua ocupando hoy y que es centro de romería popular.
En 1858, con la apertura del Cementerio de la Consolación (en portugués: Cemitério da Consolação) y la prohibición de realizar entierros tanto en el interior de las iglesias como en el cementerio de los Afligidos, este fue cerrado, los despojos retirados y el área lotizada para ser urbanizada. Al día de hoy, sólo la capilla de este antiguo cementerio se ha preservado, recibiendo el nombre de Capela dos Aflitos al final del callejón homónimo.

## Historia

### Inauguración del Cementerio de los Afligidos
El cementerio de abrió el 3 de octubre de 1775, una época en la que el Brasil aún era una colonia portuguesa, y estuvo administrado por la Iglesia. En ese momento São Paulo tenía sólo 8,500 habitantes y sus costumbres funerarias eran muy distintas a las de la actualidad. El lugar del entierro dependía de la clase social a la que pertenecía el individuo. Los más ricos, miembros de la élite y del clero, eran enterrados en el interior de las iglesias católicas o incluso en los camposantos ubicados a los costados de los templos y, dependiendo de la demanda, se cobraban tarifas muy altas por recibir los cuerpos. Para la clase más pobre e incluso la clase media que no poseía dinero suficiente para pagar un entierro se reservaban los espacios abiertos, cercanos a las iglesias.  Sin embargo, con el pasar de los años, tanto los pequeños cementerios como las iglesias resultaron insuficientes y como los condenados por la justicia no podían ser enterrados en suelo sagrado, la solución encontrada fue construir un pequeño cementerio a cielo abierto en un lugar que en ese momento se encontraba distante de la ciudad. El Cementerio de los Afligidos, cercado con cuatro muros de barro, era el lugar destinado para el entierro de los indigentes, los esclavos que no pertenecían a la Hermandad del Rosario y para los condenados a morir en la horca, también llamados en portugués "supliciados". 

### Cierre
Entre 1554, fecha en que se fundó la ciudad de São Paulo, hasta 1858, año de inauguración del Cementerio de la Consolación, el primer cementerio público de la ciudad, la práctica funeraria siguió la vieja costumbre portuguesa de sepultar a los muertos en el interior de los templos católicos o a su costado. Sin embargo, a lo largo del siglo XIX, se fueron expidiendo leyes que prohibían los entierros en iglesias o en tumbas poco profundas ya que los médicos e higienistas consideraban que esas prácticas eran perjudiciales para la salud pública.
La propia medicina de la época aconsejaba que la edificación de los cementerios debería hacerse a cierta distancia de la ciudad. El modelo higienista no sólo modificó las reglas de los entierros sino que también los cortejos y las procesiones que se daban en la ciudad cuando se acompañaba a los muertos al lugar de su entierro. A partir de mediados del siglo XIX, Cámara Pública comienza a buscar un lugar para implantar un cementerio aislado y alejado del núcleo poblacional.
Se formó una comisión que decidió implantar en una de las salidas de la ciudad, en el "camino para Sorocaba" (en portugués: estrada para Sorocaba), hoy distrito de Consolação, donde no habían habitantes. En 1854 surgió el primer "Reglamento para los Cementerios de la Ciudad de Sao Paulo" que establecía el trazado interno en forma rectangular, la obligatoriedad de muros, vías arboladas, la profundidas de las tumbas, el tipo de sepulturas y la distancia entre cada una. Luego de una epidemia de viruela y con el surgimiento del Cementerio de la Consolación desaparecieron las fosas comunes del antiguo Cementerio de los Afligidos y fue quedando únicamente la capilla de los Afligidos que permanece en el mismo sitio hasa el día de hoy.
Con el tiempo, las transformaciones ocurridas en la ciudad de San Pablo, los cementerios pasaron a formar parte de la propia arquitectura de la ciudad, dejaron de estar en lugares alejados y pasaron a ser, cada vez más, partes integrantes de la vida urbana paulistana. En 1854, el cementerio público de la Consolación comenzó a construirse. La construcción estuvo bajo la dirección de la Cámara Municipal compuesta por concejales y representante de la "parte civilizada de la población" interesada en acabar con la costumbre de enterrar dentro de las iglesias.
En 1858 se inauguró el primer cementerio público municipal, en terrenos donados por la Marquesa de Santos y se prohibieron los entierros en el cementerio de los Afligidos y en el interior de los templos. Así, este fue abandonado y, casi cien años después, cuando el predio se encontraba en ruinas, el obispo de la época D. Lino Deodato Rodrigues mandó retirar los despojos, lotizar el área y vender los terrenos. A partir del dinero recaudado se iniciaron las obras de la Catedral da Sé

### Incendio
Con el pasar de los años y la falta de cuidados, la capilla se deterioró, quedando en malas condiciones. En 1990, sufrió un incendio que la dejó aún peor. A pesar de todo aún se celebraban misas en su interior por el padre de la Iglesia Santa Cruz de las Almas de los Ahorcados que abarrotaban la capilla cuya capacidad es de apenas 20 personas.

## Chaguinhas
El famoso soldado negro santista, cabo Francisco José das Chagas, conocido como "Chaguinhas", fue ejecutado en el Largo da Forca, actual Plaza de la Libertad. Chaguinhas había liderado una revuelta por mejores salarios para los militares nacionales en la época de la independencia y luego de su ejecución, fue sepultado en el cementerio de Nuestra Señora de los Afligidos.
La muerte de Chaguinhas fue un hito para la historia de la ciudad y reza la leyenda que, luego de la doble ruptura de la cuerda la población reunida en el lugar clamaba a gritos: ¡Libertad! dando así el origen al nombre del barrio.

## Arquitectura

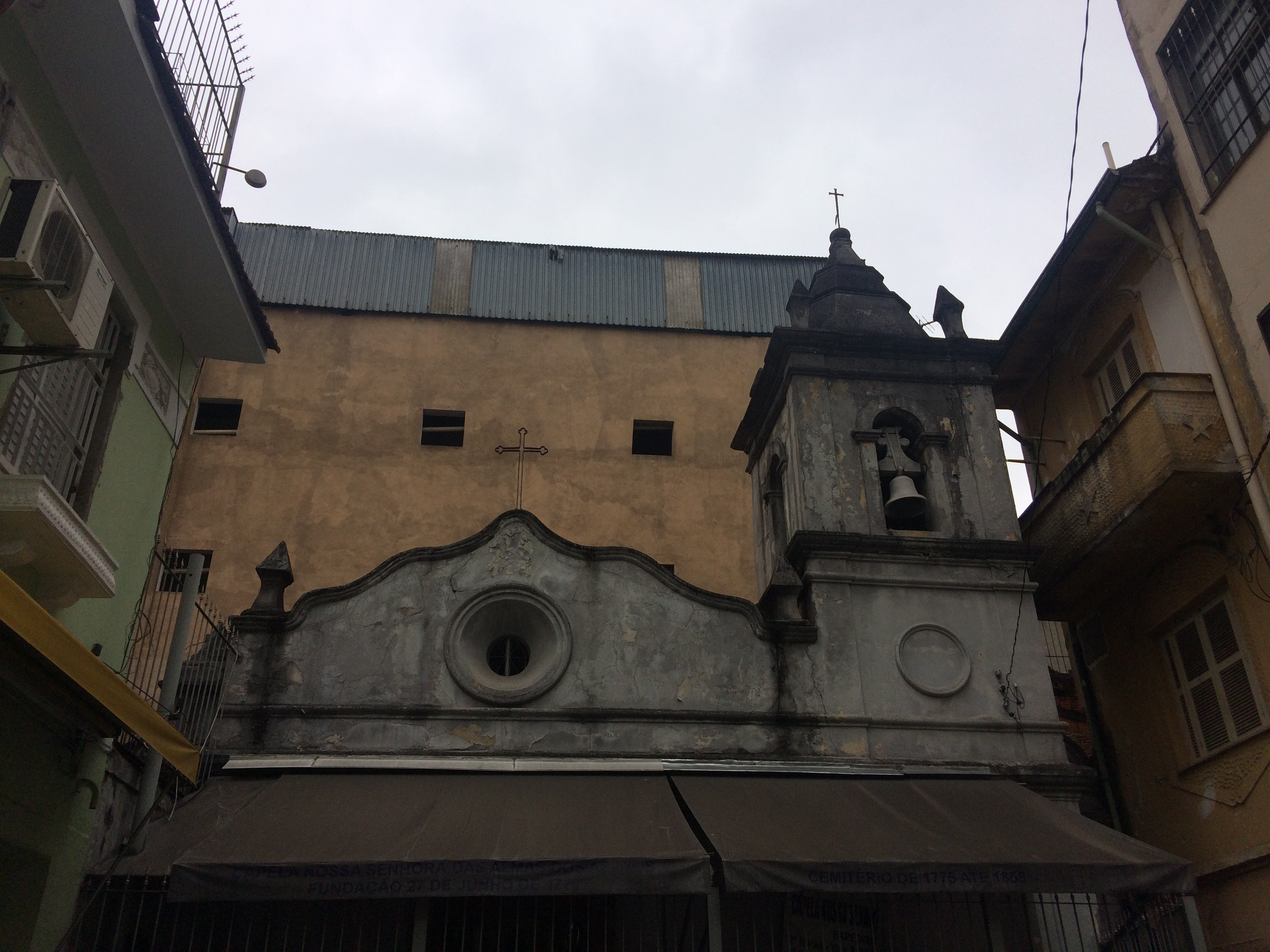
Vista frontal de la Capilla de los Afligidos, ubicada en el barrio de Liberdade, na ciudad de São Paulo

Como su construcción data de 1779 en el actual Callejón de los Afligidos (en portugués: Beco dos Aflitos), este es uno de los pocos lugares donde aún se conserva la falta de simetría urbanística que había antiguamente en la ciudad y constituye uno de los ejemplos remanentes de la arquitectura eclesiástica del periodo colonial en Sao Paulo. Hecha, en un principio, de tierra apisonada que, tras sucesivas reformas, terminó cambiando su aspecto original. Luego de que las actividades del cementerio cesaran en 1869, la capilla tuvo mampostería de ladrillo y concreto armado.
Por ser una capilla hecha para hacer misas por las almas de los difuntos, no fue hecha para recibir muchos fieles y, por eso, tiene poco espacio en su interior. 